# Andrej Fábry
Andrej Fábry (Topoľčany, 1º marzo 1997) è un calciatore slovacco, centrocampista dell'U Cluj.

## Caratteristiche tecniche
È un trequartista.

## Carriera

### Nazionale
L'11 settembre 2018 ha esordito con la nazionale Under-21 slovacca disputando il match di qualificazione per gli Europei Under-21 2019 vinto 3-2 contro l'Islanda.